# Collectif des organisations syndicales et politiques de La Réunion
Cet article concerne le collectif politique de La Réunion. Pour le comité pour la recherche spatiale, voir Committee on Space Research.
Le Collectif des organisations syndicales et politiques de La Réunion, ou COSPAR, est un collectif créé en février 2009 sur l'île de La Réunion, département d'outre-mer français dans le sud-ouest de l'océan Indien. Comme son nom l'indique, il regroupe des organisations syndicales et politiques locales et constituant ce faisant le pendant du Liyannaj Kont Pwofitasyon dans le cadre de l'extension à ce territoire de la grève générale des Antilles françaises de 2009.

## Historique
- 10 février 2009 : création du COSPAR. Il fédère initialement 13 organisations.
- 2 mars 2009 : présentation de 62 revendications dont 5 mesures d'urgence sociale.
- 5 mars 2009 : organisation de manifestations à Saint-Denis et à Saint-Pierre. Avec 35 000 participants selon le Collectif, et 12 000 selon la Préfecture[1].
- 9 mars 2009 : le Préfet Pierre-Henry Maccioni annonce une baisse des prix des hydrocarbures pour le 1er avril 2009.
- 10 mars 2009 : manifestations marquées par de violentes échauffourées à Saint-Denis et au Port.
- 19 mars 2009 : manifestation dans les rues de Saint-Pierre et de Saint-Pierre. 6000 participants.
- 31 mars 2009 : 
  - Nouvelle proposition fondée sur une modulation du RSTA (Revenu Supplémentaire Temporaire d'Activité) en fonction de la taille des entreprises.
  - Signature d'un accord sur la baisse de prix de 250 produits de consommation courante.
- 1er avril 2009 : signature d'un accord sur les tarifs bancaires et un autre sur les loyers des logements sociaux[2].
- 3 avril 2009 : début des négociations salariales entre partenaires sociaux à Direction du travail.
- 25 mai 2009 : signature d'un accord entre le Medef et les syndicats de salariés sur des augmentations de 50 à 60€.
- 3 juin 2009 : le président du Medef Réunion, François Caillé s'exprime sur l'accord qui a été signé et lance un appel à la CGPME[3].
- 5 juin 2009 : l'Ipsos Océan Indien publie le résultat d'un sondage où 69 % des Réunionnais estiment décevants les résultats obtenus par le Cospar[4].